# Ley Fundamental del Estado Libre de Costa Rica

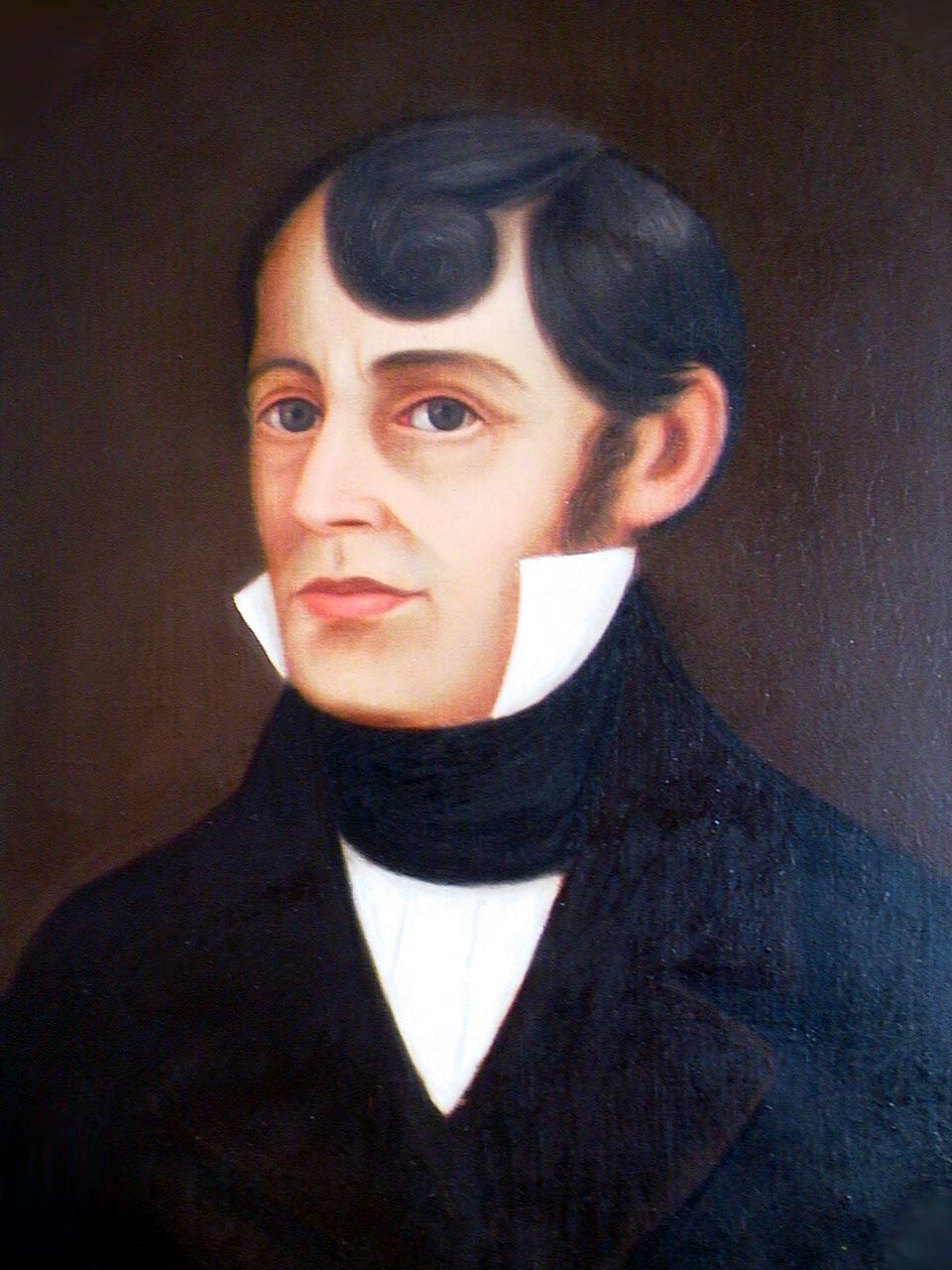
Juan Mora Fernández.

La Ley Fundamental del Estado Libre de Costa Rica, a veces llamada Constitución Política de 1825, fue emitida 25 de enero de 1825 por el Congreso Constituyente del Estado de Costa Rica y cuando el país era miembro formal de la República Federal de Centro América. Funcionaría hasta que fue abrogada por Braulio Carrillo Colina quien en 1838 toma el poder de manera dictatorial y emite el 8 de marzo de 1841 el Decreto de Bases y Garantías que operará como constitución de facto hasta la llegada de Francisco Morazán en 1844, en que al ser derrocado Carrillo, se restableció temporalmente. 

## Historia
Costa Rica fue uno de los Estados miembros más disciplinados de la República Federal Centroamericana, siguiendo los mandatos del gobierno federal, realizando las elecciones correspondientes para elegir cargos federales, enviando soldados a engrosar el ejército federal y pagando impuestos.  Después de emitida las Bases de Constitución Federal por parte de la Asamblea Nacional Constituyente de Centro América, se giró instrucciones a los países miembros para que convocaran a congresos constituyentes locales y establecieran sus constituciones estatales. Así se hizo y de ésta emanó la Ley Fundamental del Estado.

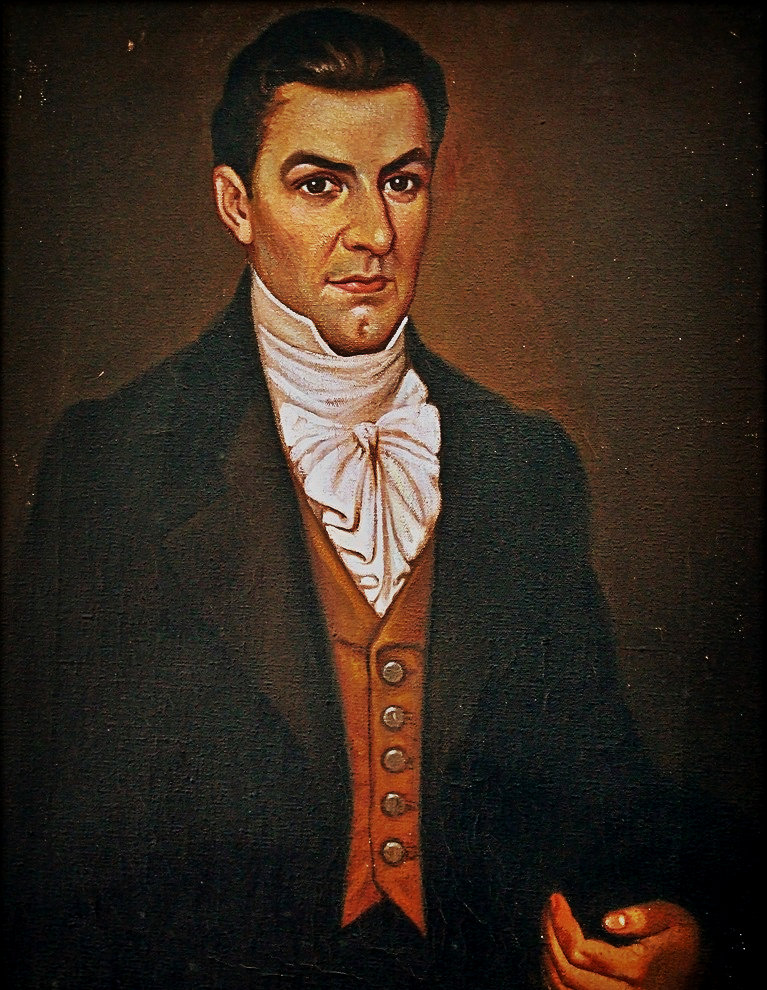
Manuel José de Arce y Fagoaga, Presidente de la República Federal de Centro América.

Braulio Carrillo, quien habiendo sido Jefe de Estado resintió la inacción de la República Federal ante la Ocupación de Bocas del Toro de 1836 por parte de Nueva Granada y quien había salido vencedor durante la guerra civil de Costa Rica de 1835 que enfrentó a las ciudades de San José, Alajuela, Heredia y Cartago, fue candidato para la reelección contra el candidato federalista Manuel Aguilar Chacón en las elecciones de 1837, siendo Aguilar un convencido partidario de la República Federal. Aguilar vence, pero Carrillo realiza un golpe de Estado con ayuda del Ejército tomando el poder justo antes de que la Federación Centroamericana se autodisolviera.

## Contenido
Prescribía el voto de tercer grado (basados en la Constitución de Cádiz) en el cual los ciudadanos hombres elegían electores de segundo grado en elecciones parroquiales, de las parroquias los electores elegían a otros de primer grado por departamento, y finalmente estos elegían a las autoridades políticas.
Creó los poderes Ejecutivo, Legislativo y Judicial, así como un cuarto poder, llamado Poder Conservador, que ejercía el control estatal, algo similar al actual ente contralor. Abolió los fueros a los militares y a la Iglesia y redactó los derechos del ciudadano. Designó el nombre de Estado Libre de Costa Rica y exigió que para ser Jefe o Vicejefe de Estado se requeriría ser costarricense de nacimiento, seglar, mayor de treinta años y propietario de un inmueble no menor a mil pesos o una renta anual de doscientos o ser profesional de alguna ciencia. Prescribía también un período de cuatro años con reelección consecutiva una vez.
El Poder Legislativo es unicameral y de elección popular llamado Congreso, entre sus potestades además de la de legislar, se incluye el de ser guardián de la Constitución, decretar emprésitos, conmutar penas e indultar, recibir las renuncias de los miembros de los Supremos Poderes y fijar los límiteres territoriales.